# Lexington (Misisipi)
Lexington es una ciudad del Condado de Holmes, Misisipi, Estados Unidos. Según el censo de 2000 tenía una población de 2.025 habitantes y una densidad de población de 319.1 hab/km².

## Demografía
Según el censo de 2000, había 2.025 personas, 725 hogares y 503 familias residiendo en la localidad. La densidad de población era de 319,1 hab./km². Había 802 viviendas con una densidad media de 126,4 viviendas/km². El 31,36% de los habitantes eran blancos, el 67,26% afroamericanos, el 0,05% amerindios, el 0,64% asiáticos y el 0,69% pertenecía a dos o más razas. El 1,98% de la población eran hispanos o latinos de cualquier raza.
Según el censo, de los 725 hogares en el 30,3% había menores de 18 años, el 37,8% pertenecía a parejas casadas, el 26,3% tenía a una mujer como cabeza de familia, y el 30,5% no eran familias. El 28,8% de los hogares estaba compuesto por un único individuo, y el 15,4% pertenecía a alguien mayor de 65 años viviendo solo. El tamaño promedio de los hogares era de 2,70 personas y el de las familias de 3,34.
La población estaba distribuida en un 28,5% de habitantes menores de 18 años, un 11,1% entre 18 y 24 años, un 26,9% de 25 a 44, un 17,9% de 45 a 64, y un 15,7% de 65 años o mayores. La media de edad era 35 años. Por cada 100 mujeres había 91,0 hombres. Por cada 100 mujeres de 18 años o más, había 83,1 hombres.
Los ingresos medios por hogar en la localidad eran de 22.163 dólares ($), y los ingresos medios por familia eran 29.732 $. Los hombres tenían unos ingresos medios de 25.750 $ frente a los 17.328 $ para las mujeres. La renta per cápita para la ciudad era de 14.614 $. El 37,2% de la población y el 32,7% de las familias estaban por debajo del umbral de pobreza. El 54,5% de los menores de 18 años y el 28,4% de los habitantes de 65 años o más vivían por debajo del umbral de pobreza.

## Geografía
Según la Oficina del Censo de los Estados Unidos, la localidad tiene un área total de 6,4 km², todos ellos correspondientes a tierra firme.